# Dariusz III
Dariusz III (staropers. 𐎭𐎠𐎼𐎹𐎺𐎢𐏁; ur. ok. 380 p.n.e., zm. 330 p.n.e. w pobliżu Hekatompylos) – ostatni król perski z dynastii Achemenidów. Rządził jako Król Królów w latach 336–330 p.n.e. Po klęskach w walce z Aleksanderem Macedońskim, został zabity przez spiskowców Bessosa.
W języku perskim jego imię było wymawiane Darajawausz, stgr. Δαρεῖος, w języku egipskim Inczriusza.

## Źródła historyczne

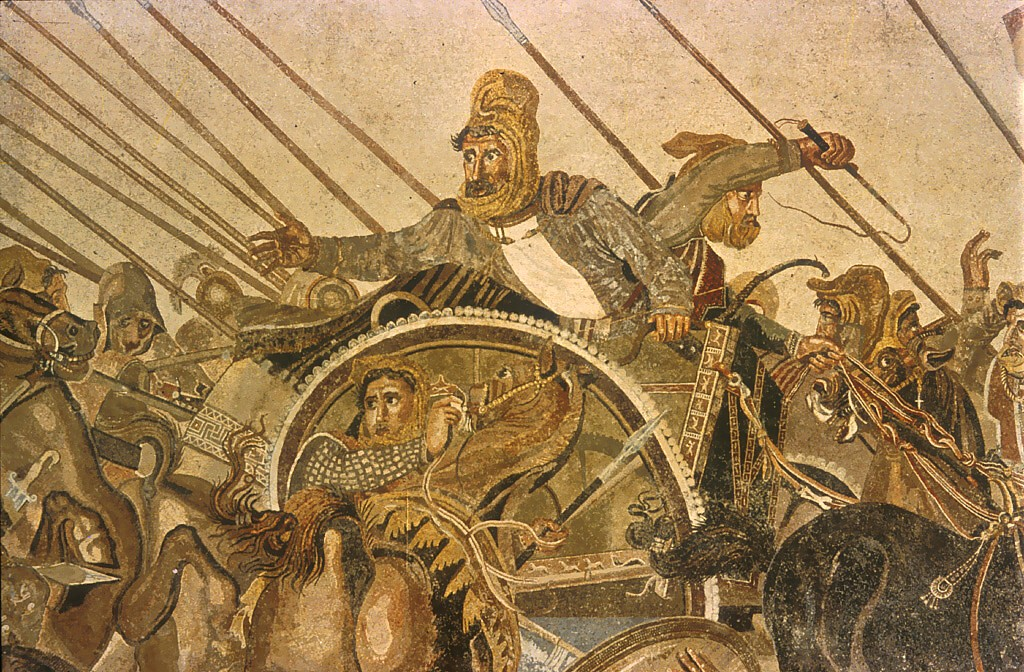
Dariusz III uciekający po bitwie pod Issos (Museo Archeologico Nazionale, Neapol)

Główne źródło wiedzy nt. panowania Dariusza stanowią prace greckich i rzymskich historyków opisujących życie Aleksandra Wielkiego: Diodora Sycylijskiego, Plutarcha, Flawiusza Arriana, Kurcjusza Rufusa i innych. Do pozostałych źródeł należą m.in. Lista Królów z Uruk i babilońskie pisma astronomiczne. Kluczowym źródłem ikonograficznym jest odkryta w XIX wieku mozaika z Domu Fauna w Pompejach.

## Życiorys
Pochodził z którejś z bocznych linii Achemenidów. Urodził się jako Artaszata (stpr. Artašiyāta, gr. Artaksates), historyk Justyn podaje Kodoman jako imię, którego Dariusz używał przed dojściem do władzy. Syn Arsamesa i Sysygambis (wg innych źródeł Sysyngambris), córki Artakserksesa II. Jego dziadkiem miał być Ostanes – jeden z braci Artakserksesa II. Historycy uznają, że powyższe pochodzenie Dariusza miało charakter raczej oficjalny i przybrany dla potrzeb dynastycznych aniżeli rzeczywisty. W młodości prawdopodobnie służył jako królewski poddany (bandaka).
W bliżej nieokreślonym czasie Dariusz pełnił służbę nadzorcy chapar-khaneh,, tj. perskiego systemu pocztowego. W latach 344–336 p.n.e. pełnił funkcję satrapy Armenii. Zapewne około 340 p.n.e. poślubił Statejrę, która podług niektórych zapisów była jego krewną: dała mu ona syna Ochosa. Z poprzedniego związku miał trzy córki.
Został wyniesiony na tron przez Bagoasa, który otruł dwóch wcześniejszych królów Artakserksesa III oraz Arsesa. Po objęciu rządów w pierwszej kolejności pozbył się wpływowego eunucha, nakazując mu wypicie trucizny. Ok. 334 p.n.e. (chronologia niepewna) stłumił rebelię w Egipcie, pokonując Chabbasza i przywracając władzę perską w tym kraju. Przyjął tytulaturę faraońską. Ustanowił satrapą w Egipcie człowieka o imieniu Sabakes. Pokonał też innego pretendenta, który rościł sobie prawa do władzy w Babilonie.
Nie jest wykluczony jego udział w zamordowaniu Filipa II. Zlekceważył ostrzeżenia nieprzychylnych Macedonii Greków o planowanej już za Filipa II wyprawie przeciwko Persji i nie przygotował swojego państwa do obrony, bądź nie zdążył tego zrobić.
W 334 p.n.e. Aleksander Macedoński wylądował w Azji Mniejszej i rozbił siły miejscowych satrapów perskich nad Granikiem. Tym samym Persja utraciła kontrolę nad zachodnimi rejonami Azji Mniejszej.

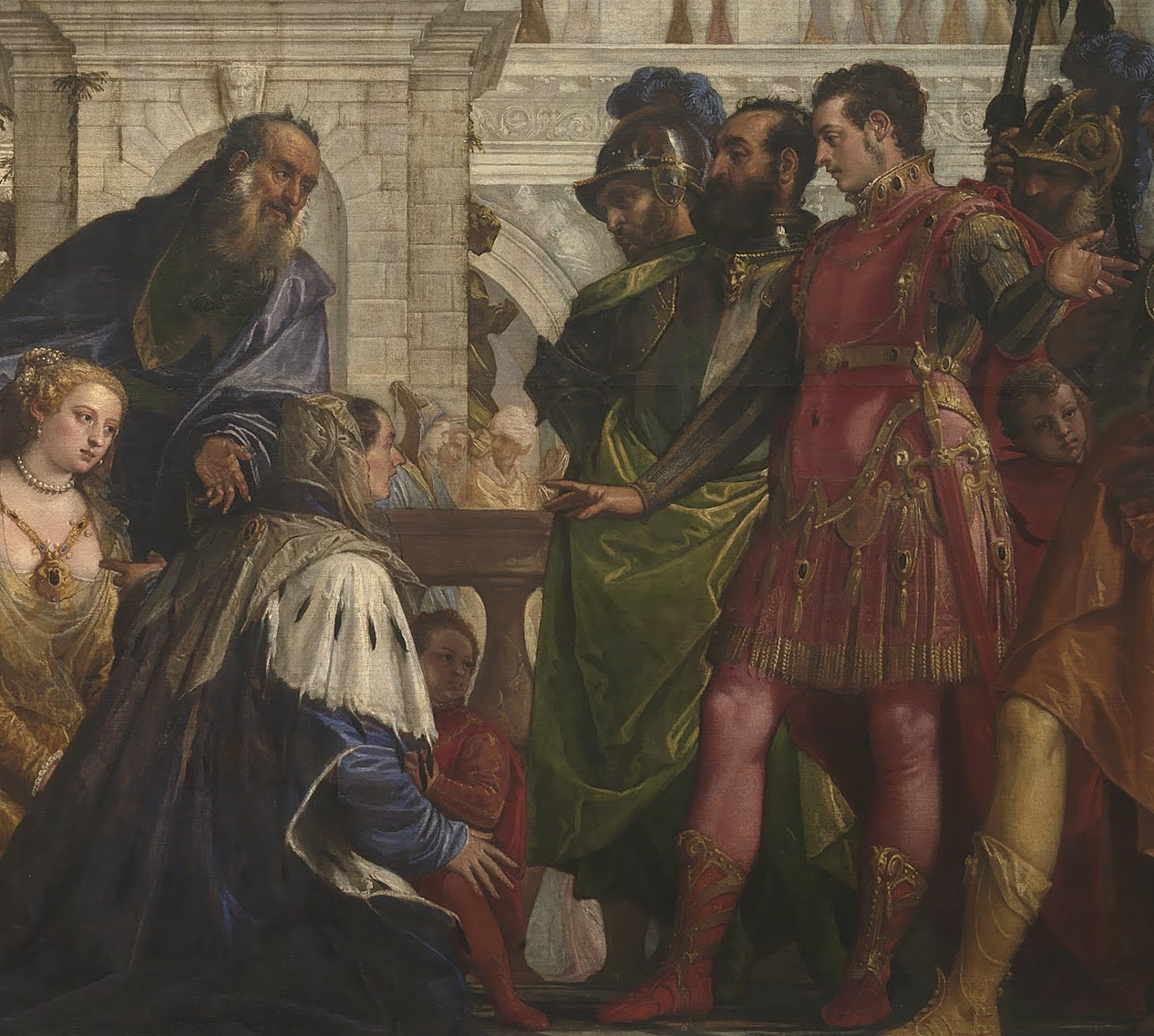
Rodzina Dariusza III przed Aleksandrem Macedońskim (obraz Paolo Veronese)

Jesienią 333 p.n.e. pod Issos siły perskie zostały ponownie rozbite, do niewoli dostały się: matka Dariusza – królowa Sysygambis, żona Statejra oraz córki: Statejra II i Drypetis, a także sześcioletni wówczas syn Ochos. Następnie Aleksander Macedoński zajął Fenicję, Palestynę i Egipt. Dariusz próbował wejść w układy z Aleksandrem, oferując mu oddanie ziem, które już zdobył oraz wszystkich satrapii perskich na zachód od Eufratu, jednak Macedończyk odmówił. Król Persów oferował również Aleksandrowi rękę swojej córki Statejry w zamian za sojusz, również bezskutecznie.
W 331 p.n.e. pod Gaugamelą armia perska została ostatecznie rozbita. Dariusz uciekł razem z niedobitkami swojej armii, kierując się początkowo do Ekbatany, podczas gdy Aleksander zajął perskie stolice: Babilon, Suzę i Persepolis. Kiedy król Macedonii skierował się następnie w stronę Ekbatany, którą zajął wiosną 330 p.n.e., Dariusz uszedł w kierunku wschodnim, do Baktrii. Zginął w 330 p.n.e. niedaleko miejscowości Hekatompylos. Został tam najpierw wzięty w niewolę, a później śmiertelnie raniony w zamachu przeprowadzonym z rozkazu satrapy Baktrii – Bessosa, z którym był spokrewniony. Bessos zlecił zgładzenie Wielkiego Króla swoim dwóm sługom Satibarzanesowi i Barzaentesowi, a następnie ogłosił się królem Persji jako Artakserkses V. Aleksander wkrótce pojmał Bessosa i rozkazał go zabić, czego dopilnować miał brat Dariusza Oksatres. Ciało króla rozkazał pochować zgodnie z perskim rytuałem w królewskim grobie. W 324 p.n.e. Aleksander poślubił Stateirę, córkę Dariusza, łącząc w ten sposób obie dynastie.